# DAF

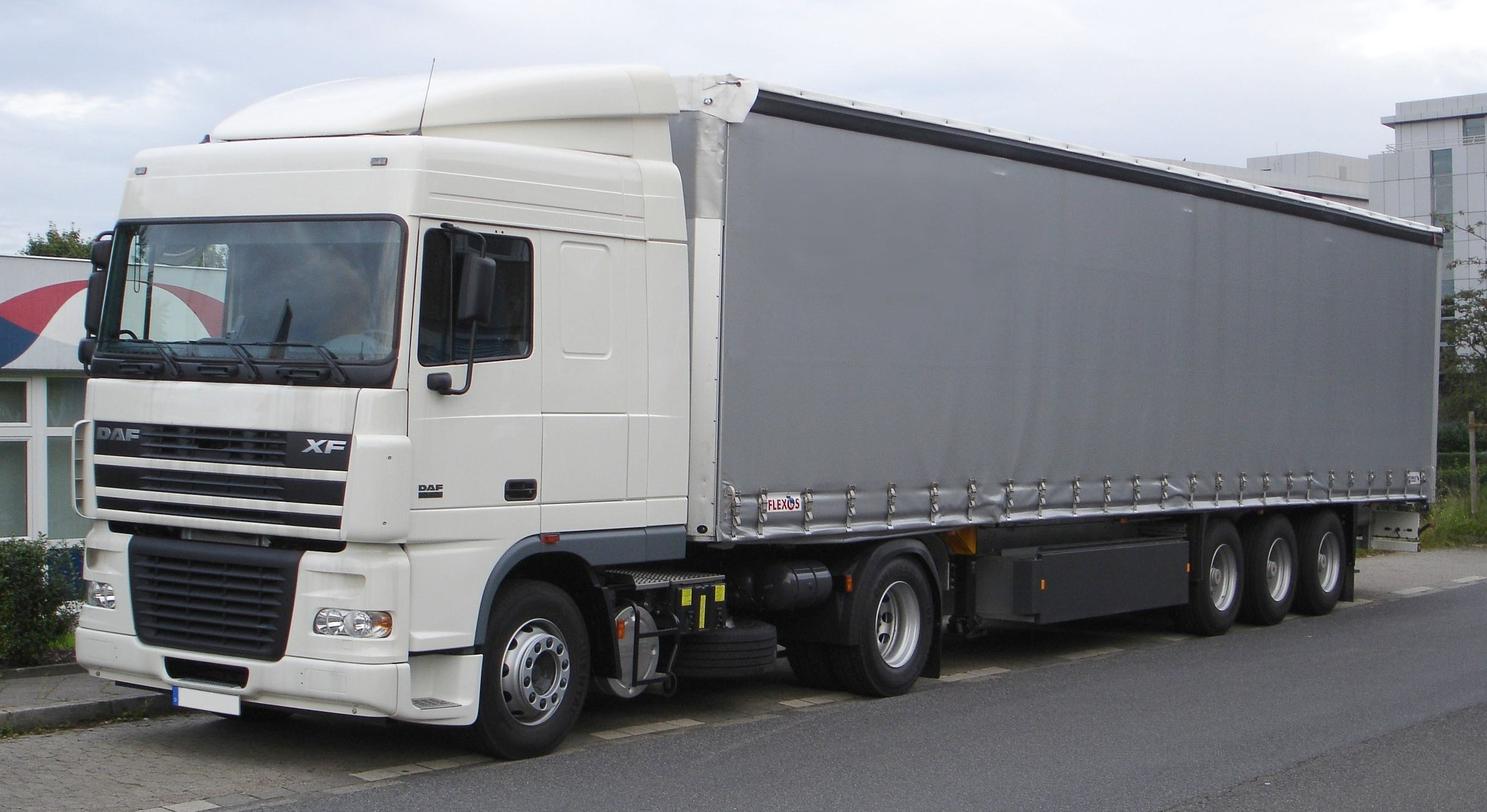
Caminhão DAF XF95

DAF (sigla de Van Doorne's Automobiel Fabriek) é uma empresa automobilística holandesa com sede em Eindhoven, cuja principal atividade é a construção de caminhões.

## História
A empresa foi fundada em 1928 como Doorne's Aanhangwagen Fabriek por Hub van Doorne. DAF constrói a partir de 1938 veículos, apresentando neste ano um protótipo de um veículo anfíbio com tracção às quatro rodas. Em 1949, Hub funda com seu irmão mais novo Wim uma fábrica de automóveis, concentrando-se na produção de caminhões. Em fevereiro de 1958 é construído o primeiro automóvel de passageiros da DAF com motor de quatro tempos.
Em 1976 a divisão de automóveis de passageiros da DAF foi vendida à Volvo. A divisão de caminhões permaneceu independente e em 1987 adquiriu a divisão de caminhões da Leyland. Porém, em 1993, a DAF foi à falência, mas foi reestabelecida como DAF Trucks NV. Em 1996, a empresa foi adquirida pela empresa estaunidense Paccar.
Em 2013, a DAF construiu uma fábrica de caminhões em Ponta Grossa, no Paraná, visando a nacionalização de seus produtos e um grande investimento em uma rede de concessionários.